# Kelly Services
Kelly Services, Inc. mit Hauptsitz in Troy, Michigan ist ein in 38 Ländern tätiger Personaldienstleister. Kelly vermittelte im Jahr 2015 550.000 Arbeitsplätze. 2016 erzielte das Unternehmen einen Gesamtumsatz von 5,3 Milliarden US-Dollar.

## Geschichte
Der Gründer von Kelly Services, William Russell Kelly eröffnete 1946 ein  Büro in Detroit, Michigan. Zusammen mit zwei Angestellten bot Kelly ortsansässigen Unternehmen kaufmännische Dienstleistungen wie Schreibarbeiten oder Buchhaltung an. Bald verlegte Kelly sein Geschäft auf den Verleih von Arbeitskräften.
1968 eröffnete Kelly das erste internationale Büro in Toronto, Kanada. Das erste europäische Büro folgte 1972 in Paris, 1973 ein weiteres in London. Kelly Services ist seit 1979 in der Schweiz, wo die erste Filiale in Neuenburg eröffnet wurde. Heute gibt es dort ca. 40 Filialen und Fachabteilungen. Nach dem Zusammenschluss mit der Workshop-Gruppe war Kelly Services seit 1998 mit der Kelly Services GmbH in Deutschland mit inzwischen 18 Niederlassungen vertreten. Das Unternehmen ist Mitglied im BZA und hatte seine Zentrale bis 2023 in Hamburg.
Der Hauptsitz für Europa, den nahen Osten und Afrika (EMEA) sowie die Zentrale für die Schweiz war in Neuchâtel (Schweiz).